# Misato Katsuragi
Misato Katsuragi (葛城 ミサト, Katsuragi Misato) és un personatge de la sèrie televisiva anime Neon Genesis Evangelion, produïda per l'estudi Gainax i dirigida per Hideaki Anno, i el personatge homònim del manga de Yoshiyuki Sadamoto. En el doplatge original és interpretata per Kotono Mitsuishi. A l'adaptació al català el seu paper ha estat confiat a Maria Josep Guasch, i Rosa Guillén. El personatge ha aparegut en nombroses obres derivades de la sèrie d'animació, incloent un alcuni manga, videojocs, novel·les visuals, l'ONA Petit Eva - Evangelion@School i la tetralogia cinematogràfica Rebuild of Evangelion.
Misato a la sèrie original és el cap del departament d'operacions de l'agència especial Nerv i, per tant, s'encarrega de dirigir i desenvolupar estratègies de guerra com ara derrotar els éssers misteriosos anomenats àngels. A causa d'una sèrie de traumes emocionals infantils va desenvolupar un caràcter frívol i exuberant, fent gala d'una actitud extrovertida i portant un estil de vida descuidat i desordenat.
El personatge ha gaudit d'una popularitat àmplia entre el públic i els entusiastes de l'animació, apareixent així al capdavant de les enquestes de popularitat i obtenint elogis. Alguns crítics han acusat la seva personalitat d'histriònica i les seves connotacions sexuals amb el seu subordinat, Shinji Ikari, de catorze anys; d'altres, en canvi, n'apreciaven l'espontaneïtat, la tenacitat i l'afecte.

## Creació i desenvolupament
Hideaki Anno va proposar inicialment incloure una protagonista femenina per a Neon Genesis Evangelion, una noia semblant a Asuka Sōryū Langley; la jove hauria d'haver estat acompanyada d'una soldada, una mena de "germana gran" semblant al personatge de Kōichirō Ōta de GunBuster. A petició de Yoshiyuki Sadamoto, character designer (dissenyador de personatges) de la sèrie, es va canviar l'escenari inicial i el protagonista es va convertir en un mascle, Shinji Ikari; algunes idees per a la germana gran van fluir en el que es convertiria en el personatge de Misato. Com amb altres personatges d'Evangelion, el director es va inspirar en un vaixell de la Marina Imperial Japonesa, el Katsuragi, i en Misato Izumi, un personatge femení del manga Aitsu de Minako Narita. Per perfilar la seva personalitat es va inspirar en Usagi Tsukino, protagonista de catorze anys de la sèrie Sailor Moon, pensant en Misato com una Usagi més adult. En conseqüència, Sadamoto la va dissenyar inspirant-se en el disseny del personatge d'Usagi, recuperant els cabells. Les analogies estètiques dels personatges van ser emfatitzades per l'elecció de l'actriu de veu, Kotono Mitsuishi, intèrpret original dels dos papers; alguns membres del personal, com Jun'ichi Satō, ja havien treballat en la versió animada de Sailor Moon. Per a la seva fesomia els autors també es van inspirar en Fujiko Mine de l'anime Lupin III i en l'escriptora japonesa Ai Sugimoto. Sadamoto va intentar donar-li el paper de la clàssica "noia de la porta del costat" al costat del protagonista masculí de la història; en el projecte original va ser concebuda com una dona amb sentit de la moda que canvia constantment de roba, aparentment inadequada per a la vida militar, emocional, tossuda i frívola, capaç, si els esdeveniments l'obligaven, d'anar a dormir amb tots els homes de Nerv. L'artista va decidir donar-li un aspecte de motociclista, inspirant-se en la roba que porten els corredors. Com a entusiasta del motor, va abocar la seva passió al personatge, representant-la com una avaluadora de cotxes esportius. La seva va ser la idea d'equipar-lo amb un Renault Alpine A310 modificat, dissenyat per Ikuto Yamashita, mecha designer de la sèrie, en homenatge al primer episodi de Lupin III, en què apareix un Renault Alpine A110; en el setè episodi es va decidir que la dona conduís un Ferrari 328 GTS vermell, al Rebuild un Mazda Cosmo Sport 110.

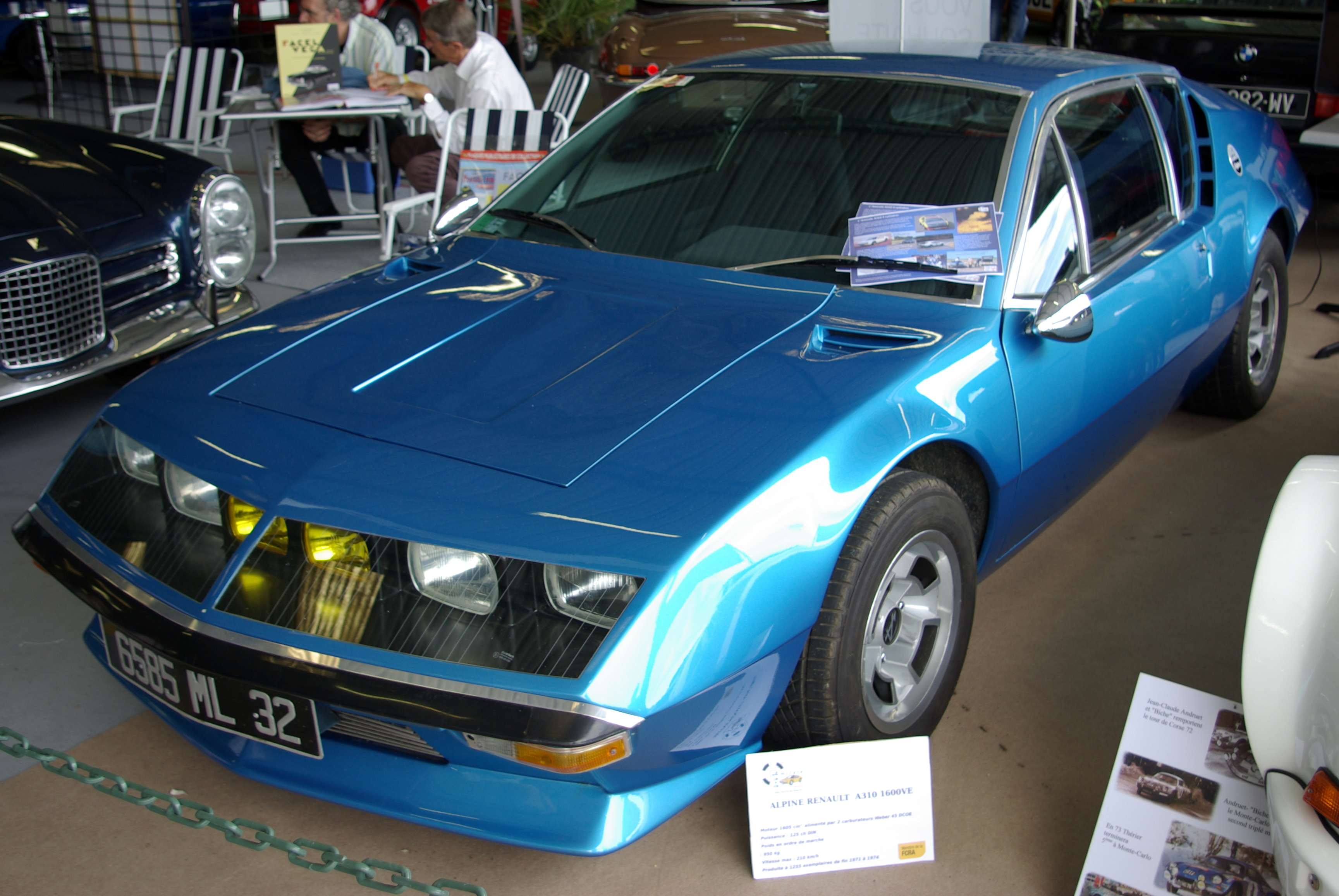
Un Renault Alpine A310, el model de cotxe conduït per Misato.

El director durant la producció de la sèrie va llegir novel·les romàntiques escrites per dones per fer la caracterització de Misato més realista, i així "entendre millor els seus sentiments". Es va basar en la seva pròpia personalitat, així com amb tots els personatges de la sèrie. Segons alguns rumors, a més, pel seu personatge s'hauria basat en Noriko Hidaka, actriu de veu de Jean de Fushigi no Umi no Nadia i el seu primer gran amor. Segons els rumors, el director s'hauria declarat davant l'actriu de veu poc després de la conclusió de Nadia, que no obstant això li va negar, dient-li que no volia estar lligat a una persona que treballa en el camp de l'animació; no obstant això, Anno li hauria dit que mirés el seu següent treball abans de prendre una decisió final, concebent Evangelion com una mena de carta d'amor a la Noriko. Ell mateix va ser utilitzat com a model per transmetre més probablement alguns detalls de la vida privada del personatge. En el primer episodi de la sèrie, per exemple, es va inserir un missatge escrit per Misato en una fotografia escrita personalment pel director, famòs per tenir una lletra suau i típicament femenina. Un aparell similar es va utilitzar per dissenyar l'habitació de la dona, una reproducció del seu apartament. Anno també durant la producció de la sèrie va declarar que no sabia què passaria amb Misato o els altres personatges:
| «                                               | (japonès) 結果はわかりません。まだ、自分の中でこの物語は終息していないからです。シンジ、ミサト、レイがどうなるのか、どこへいくのか、わかりません。スタッフの思いがどこへいくのか、まだわからないからです。 | (català) No sé quin serà el resultat. Això és perquè dins meu la història encara no ha acabat. No sé què passarà amb Shinji, Misato o Rei. No sé on els portarà la vida. Perquè no sé on porta la vida al personal de la sèrie | » |
| — Hideaki Anno el 1995, just abans de l'emissió | | |   |

En els primers episodis s'hi van afegir algunes escenes de fan service centrades en el personatge, aprofitant especialment l'anomenat Gainax bounce, un aparell que consisteix a fer saltar els pits dels personatges femenins, ja utilitzat a Daicon IV i altres treballs anteriors de Gainax. A més, al final de gairebé totes les previsualitzacions després dels crèdits finals dels episodis, els autors van inserir la veu de Misato cridant «Service, service!» (lit. ‘servei, servei!’) o expressions equivalents, prometent irònicament encara més servei de fans al públic otaku. A la segona meitat de la sèrie, però, caracteritzada per un contingut més adult i violent que la primera, l'expressió «Service, service!» va ser eliminada de les previsualitzacions i el fanservice eliminat. En els mateixos episodis, el director va optar per incloure algunes escenes de sexe, trencant un tabú a la televisió japonesa, malgrat que Evangelion s'emetia a TV Tokyo en una franja horària protegida. Amb la idea de voler mostrar al públic, i més especialment als nens, que el sexe i la violència «són part integrant de la vida humana», Anno va intentar mostrar-los en tota la seva cruesa, com un «verí amb el qual fer-los esdevenir immune a les malalties». En el vintè episodi va introduir una seqüència implícita amb un llarg recorregut de Misato fent sorolls de plaer i discutint mentre dormia amb el seu amant Ryōji Kaji. Les paraules exactes del personatge es van deixar a la sensibilitat de Mitsuishi, mentre que el guió només tenia una indicació escrita pel mateix director que deia: «Mitsuishi, moltes gràcies per la teva col·laboració». Per al final de la sèrie va decidir en canvi que el personatge morís en un enfrontament armat i va inserir una escena en la qual es pot albirar el seu cadàver cobert de sang durant uns segons; a causa dels límits de temps, però, la trama es van abandonar i el guió de l'episodi es va escriure des de zero en poc temps. L'escena del cadàver es va reviure aleshores, el 1997, per a la pel·lícula Neon Genesis Evangelion: The End of Evangelion, concebuda com un remake del clàssic final de la sèrie. El director, tot i ser criticat, s'ha defensat dient: «Vull que els nens sàpiguen que en el món real hi ha coses que fan por. Aquestes coses es mantenen lluny dels nens en aquests dies, fins i tot a la televisió. Quan era petit hi havia tantes coses horribles al meu voltant. […] I fins i tot els adults estaven espantats, perquè estava envoltat de gent que havia viscut els horrors de la guerra”.

### Doblatge

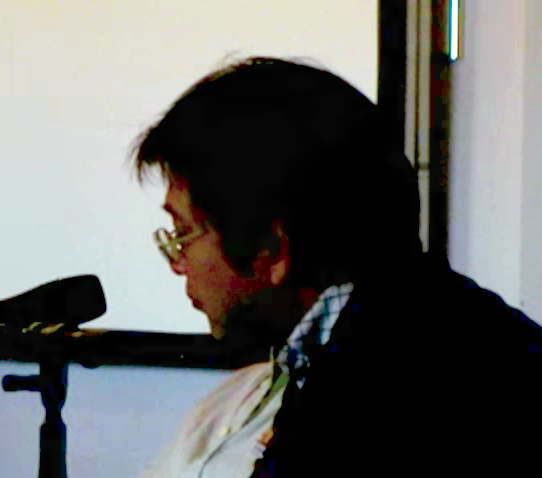
Yoshiyuki Sadamoto, dissenyador de personatges de Neon Genesis Evangelion

En el doblatge japonès, Misato és interpretat per la seiyuu Kotono Mitsuishi. Igual que altres actors de veu de Neon Genesis Evangelion, Mitsuishi va ser escollida per Hideaki Anno per la seva personalitat, similar a la del personatge, durant un sopar. Per fer una altra analogia entre la veu i Misato, els autors van decidir fer coincidir els aniversaris i el grup sanguini de les dues dones. Mitsuishi va trobar el paper assignat a ella agradable i difícil, «perquè la Misato no és la noia que parla fàcilment dels seus veritables sentiments». Ella mateixa va declarar: «Durant les escenes en què es va obrir i va parlar des del cor, jo també em vaig emocionar una mica. [. . . ] Em tremolaven les mans i vaig haver de fer servir tota la meva voluntat per no fer cap soroll arrugant el guió que sostenia. Va plorar mentre llegia el guió del penúltim episodi, juntament amb el supervisor del manga de Sadamoto. Per a l'última escena del personatge, en la qual Misato s'acomiada de Shinji conduint-lo en un ascensor a la pel·lícula The End of Evangelion, Mitsuishi va rebre l'OK ja a la primera gravació.
L'actriu de veu també va repetir el paper per al videojoc Shin seiki Evangelion - Kōtetsu no girlfriend 2nd i a la tetralogia cinematogràfica Rebuild of Evangelion, produïda deu anys després de la conclusió de la sèrie clàssica. Durant l'enregistrament del primer capítol, Evangelion: 1.0 You Are (Not) Alone, se li va demanar que forcés la veu per sonar més jove, donada la distància entre les obres. Per a la tercera entrega de la saga, Evangelion: 3.0 You Can (Not) Redo, ambientada catorze anys després de la primera, Hideaki Anno li va demanar que actués amb naturalitat. L'única directiva específica que li van donar va ser que fos el més freda possible. Treballant a You Can (Not) Redo va preguntar a la producció què li havia passat a Misato, però ningú li va donar explicacions; va suposar que li havia passat alguna cosa terrible i va llegir les seves línies com si tot fos culpa d'en Shinji. En el capítol final de la saga, Evangelion: 3.0 + 1.0 Thrice Upon a Time, Anno, reprenent les tècniques del teatre, es va assegurar que fins i tot en el cas de Misato la càmera no enfoqués el personatge ni la seva cara en escenes especialment pesades, de manera que la interpretació de Mituishi no es va veure afectada pel llavi. Mentre l'actriu es preparava per a l'última escena del personatge va tornar a plorar a la vista del guió, tant que no va poder continuar.
A l'adaptació al català el seu paper ha estat confiat a Maria Josep Guasch, als anys noranta i a Rosa Guillén a les pel·lícules de Rebuild of Evangelion.
També en castellà la veuen diversos intèrprets; en la versió llatinoamericana és interpretada per Toni Rodríguez, per Marisol Romero en un doblatge posterior i per Carmen Calvell en diverses pel·lícules inspirades en la sèrie original. A l'adaptació estatunidenca, Allison Keith li dona la veu. En francès és interpretada per Laurence Breheret i Julia Kaufmanm a l'adaptació alemanya. Per al llançament internacional de Netflix va ser redoblada per Carrie Keranen en anglès, Olga Velasco en castellà i Anna Amalie Blomeyer en alemany.
En l'adaptació italiana, el seu paper va ser confiat a diverses actrius de veu. A la sèrie d'animació original, a la pel·lícula Neon Genesis Evangelion: The Feature Film i a les dues primeres pel·lícules de Rebuild of Evangelion és interpretada per Stella Musy. En el primer doblatge de les pel·lícules Neon Genesis Evangelion: Death &amp; Rebirth i Neon Genesis Evangelion: la fi té la veu de Francesca Guadagno, de Rachele Paolelli a Evangelion: 3.0 You Can (Not) Redo i de Domitilla D'Amico en el redoblatge de Netflix.

## Biografia
Misato Katsuragi va néixer el 8 de desembre de 1986. A l'edat de tretze anys segueix el seu pare, el doctor Katsuragi, en una expedició de recerca científica al pol Sud. El 13 de setembre de 2000, es produeix un desastre natural conegut com a Segon Impacte al continent antàrtic; tots els membres de l'expedició, inclòs el doctor Katsuragi, moren en l'accident. Misato, l'única supervivent, és rescatada pel seu pare en una càpsula d'escapament, escapant així del desastre. El pare poc abans de morir li regala un penjoll en forma de creu grega. L'esdeveniment li provoca un trauma emocional, que la fa caure en un estat d'afàsia psicogènica. Per evitar el perill d'una filtració d'informació sobre Second Impact, és retinguda en un vaixell d'investigació durant almenys dos anys.
Cinc anys després de la catàstrofe Misato es recupera i entra a la universitat de la ciutat de Neo Tokyo-2, on coneix l'estudiant Ritsuko Akagi. En el mateix període coneix Ryōji Kaji, amb qui estableix una relació sentimental. Després de dos anys, però, els dos amants es separen. El 2009, després d'acabar els seus estudis universitaris, Misato entra a la divisió alemanya en un centre de recerca anomenat Gehirn i coneix Asuka Sōryū Langley, una pilot assignada per comandar l' Eva-02. Més tard va ser transferida a l'agència especial Nerv i va tornar al Japó, on va assumir el paper de capità al departament d'operacions de l'organització. Com a capità s'encarrega d'elaborar i implementar estratègies de guerra destinades a oposar-se a enemics anomenats àngels. El 2015 va recollir Shinji Ikari, un pilot assignat al comandament de l'EVA-01, acompanyant-lo fins a la seu de Nerv a la ciutat de Neo Tokyo-3. Al cap de poc temps la dona es converteix en la seva tutora legal, allotjant-lo al seu apartament juntament amb el pingüí Pen-Pen, la seva mascota.
Durant un viatge a la flota naval de les Nacions Unides, la dona torna a trobar-se amb Kaji i Asuka. Poc després pren a Asuka sota custòdia, i l'acull a casa seva, i gràcies a la seva contribució altres àngels són destruïts. Després d'altres operacions bèl·liques i l'aniquilació de nous enemics, a més, és ascendida i el seu rang passa de capitanaa a comandant del departament de guerra de Nerv. A mesura que avancen els esdeveniments, però, Misato comença a sospitar de Ryōji, que resulta ser un espia del govern japonès. Gràcies a l'home, la dona descobreix que a la zona més profunda de la seu de Nerv, Terminal Dogma, hi ha un ésser antropomòrfic gegantí, que Kaji identifica amb el primer àngel, Adam, responsable del Segon Impacte. La dona, sacsejada pel descobriment, comença a tenir dubtes sobre les intencions reals de Nerv i sobre la seva amiga Ritsuko Akagi, directora del departament de tecnologia de l'organització. Temps després Kaji mor; Misato després de la seva mort comença a buscar persistentment la veritat sobre el Segon Impacte i en un avió conegut com el Projecte per al perfeccionament de l'home. Gràcies a l'ajuda de Makoto Hyuga, el seu subordinat, és capaç de reunir informació secreta sobre les intencions del Projecte de Complementació Humana. El dia que descobreix la veritat, una organització secreta anomenada Seele ordena requisar el quarter general de Nerv, que va ser assaltat per les tropes de les Forces d'Autodefensa Estratègica Japonesa. Durant l'atac, Misato intenta salvar del perill en Shinji i convèncer-lo perquè vagi al camp de batalla, però és ferida de mort i mor abans de poder presenciar l'inici de la Complementació.

## Personalitat
Misato porta diferents màscares socials i té una doble personalitat; una com una noia viva i superficial, i l'altra com una dona decidida, tossuda i professional. Es presenta com una dona de caràcter alegre, optimista, exuberant i frívola. En la seva vida privada és descuidada i desordenada, tant és així que sempre deixa el seu apartament caòtic i desorganitzat ple de llaunes de cervesa i revistes de motor. En el lloc de treball, en canvi, dona prova de serietat, mostrant sang freda. La seva personalitat afectuosa de vegades la fa donar prioritat als sentiments humans més que al seu deure com a empleada de Nerv, i la seva posició laboral li genera conflictes i la porta a prendre decisions difícils. Malgrat el seu caràcter obert i espontani, de fet, amaga els seus veritables sentiments; l'actriu de veu de Mitsuishi la va descriure com una dona insegura i solitària, que intenta amagar «la foscor i la solitud que té en el fons del seu cor». Hideaki Anno ha volgut pintar-la com una eterna adolescent que, malgrat els traumes infantils i una experiència difícil, inicia un procés d'anàlisi interior a través del qual és capaç de construir la seva pròpia realitat psicològicament acceptable, en la qual coexisteixen i conviuen les pors del passat amb la vida quotidiana. A més, segons el mateix director, la psicologia de Misato portaria persones mentalment infantils a identificar-se amb el personatge.
A l'època de la universitat la dona s'embarca en una història d'amor amb Kaji, arribant a passar una setmana sencera al llit amb ell saltant els cursos; temps després, però, els dos amants es separen. El 2015, Katsuragi es troba amb el seu amant al lloc de treball, intentant evitar-lo. En una escena del novè episodi d' Evangelion, Kaji li fa un petó a l'ascensor, i mentre li diu que s'aturi, la dona no fa res per aturar-lo. El seu comportament, tal com va assenyalar el mateix Ryōji, denota una actitud contradictòria. Amb el temps, els dos amants s'apropen i restableixen una relació romàntica. La seva relació amb la doctora Ritsuko Akagi, la seva angiga amiga de caràcter diametralment oposat, també és complicada; La Misato es beneficia de la racionalitat de la Ritsuko, que al seu torn aprecia l'actitud optimista de la seva companya. A diferència de la seva amiga, Katsuragi, naturalment dotada d'una certa sensibilitat emocional, sent un sentiment de compassió cap en Shinji i els altres pilots. Amb la seva inquilina, Asuka Sōryū Langley, s'enfronta unes quantes vegades durant la sèrie i manté una certa distància emocional; ambdues dones comparteixen un bagatge familiar difícil, estimen Kaji i fan gala d'un caràcter rebel que, en comptes d'unir-les, les separa.
En vers Shinji adopta una actitud semblant a la d'una germana gran, intentant fer front als problemes que l'afligen d'una manera franca i serena. Quan el jove arriba a la seu de Nerv Misato, immediatament veu el potencial real d'en Shinji com a pilot, una consideració egoista que després provoca un fort sentiment de culpa en ella. No acceptant el fet que Shinji hagi de viure sol, també el pren sota custòdia i l'allotja a casa seva, expressant un cert instint maternal. Per reduir la distància emocional que els separa, Misato amaga la seva preocupació i assumeix una actitud excessivament despreocupada, en un intent d'animar el noi i transmetre-li calidesa familiar. A mesura que augmenta el grau d'intimitat de la seva relació, la Misato porta la seva actitud a l'extrem, mostrant-se al seu company de pis sota l'aparença d'una dona ruda amb maneres aspres i despertant la frustració de Shinji. Després de la vergonya inicial, però, el jove entén els motius reals de la dona, que mostra el seu costat més indefens i groller perquè confia en ell i el considera un membre de la seva família. Amb el temps, la distància emocional que els separa disminueix. En el dotzè episodi la dona revela al jove l'amarga relació que va mantenir amb el seu pare i els motius que la van portar a unir-se a Nerv, identificant-se amb el subordinat en la seva relació amb el seu pare Gendō. Entre els dos companys de pis s'estableix una relació d'estima mútua i la dona desenvolupa un cert vincle cap a Shinji, aconseguint alleujar la seva sensació de solitud.

### Versions alternatives
En una escena de l'últim episodi de la sèrie d'animació es presenta un univers paral·lel amb una història diferent a la de tots els episodis anteriors; a la realitat alternativa Misato es presenta com la professora de la classe d'Asuka i Shinji. A més, com que el Segon Impacte no es va produir, no sembla que hagi passat un trauma familiar infantil ni que hagi estat al Pol Sud. Una versió similar es presenta en algunes sèries derivades de Neon Genesis Evangelion, com Evangelion Iron Maiden i Neon Genesis Evangelion The Shinji Ikari Raising Project,, ambientades en la realitat alternativa de l'últim episodi, Shin seiki Evangerion - Gakuen datenroku i l'ONA Petit Eva - Evangelion@School, paròdia de la sèrie d'animació original. A Petit Eva ensenya literatura japonesa i viu sola, per tant no fa el paper de companya de pis de Shinji. També a The Shinji Ikari Raising Project el pare de Misato sembla estar involucrat en algunes investigacions sobre l'evolució artificial.
Més diferències en la història i la caracterització del personatge apareixen a la tetralogia cinematogràfica Rebuild of Evangelion. Durant la producció Anno va voler assignar-li el paper de coprotagonista de la Reconstrucció, al costat de Shinji, canviant la seva personalitat. El llargmetratge Evangelion: 1.0 You Are (Not) Alone segueix els sis primers episodis d' Evangelion gairebé de la mà; Misato, com en el quart episodi de la sèrie clàssica, després de la batalla contra l'àngel Shamshel renya en Shinji durant una entrevista privada, però quan se separa del nen, frustrada, es dona una bufetada. A Rebuild també és conscient de la presència del segon àngel Lilith a la seu de Nerv i revela la seva existència a Shinji poc abans de la batalla contra l'àngel Ramiel. Abans de l'operació Yashima Shinji li pregunta per què va ser escollit com a pilot. Misato, agafant-lo de la mà, li respon que «no hi ha cap motiu en particular» i que «era el destí» qui volia que fos ell; Katsuragi, així, li dona una raó vàlida per continuar pilotant i lluitant per la salvació de la humanitat. Al segon capítol de la saga, Evangelion: 2.0 You Can (Not) Advance, Misato sembla menys cautelosa i reservada que la seva contrapartida original; durant el transcurs de la pel·lícula empeny Shinji a apropar-se al seu pare Gendō i comença a parlar seriosament dels seus sentiments amb Asuka. Al final de la pel·lícula, durant la batalla contra el desè àngel, anima a Shinji a salvar Rei Ayanami en perill, tot i que és conscient dels riscos de l'intent.
En el següent capítol, Evangelion: 3.0 You Can (Not) Redo, ambientat catorze anys després de l'anterior, fa el paper de cap d'una organització anomenada Wille, nascuda per destruir Nerv, així com de capitana d'una nau voladora anomenada AAA Wunder. Ella manté una actitud freda envers en Shinji, en un intent d'evitar que s'apropi al seu pare de nou i que mai més piloti una unitat Evangelion. Al llargmetratge final de la saga, Evangelion: 3.0 + 1.0 Thrice Upon a Time, Misato es dirigeix amb la tripulació del Wunder a l'Antàrtida, l'epicentre del Segon Impacte, per intentar neutralitzar una unitat anomenada Eva-13. Aquí en Shinji demana a Misato pilotar l'Eva-01 per aturar l'antagonista de la història, el comandant Ikari; un membre de la Wille, Sakura Suzuhara, intenta disparar al noi, però Misato el cobreix rebent el tret. La dona es reconcilia amb ell i, quedant sola a bord de l'AAA Wunder, es sacrifica per aturar els plans de Gendō. En el transcurs de la història també es descobreix que la seva parella Kaji va morir per aturar el Tercer Impacte, i en el pas de temps entre 2.0 i 3.0 va donar a llum el seu fill, també anomenat Kaji; el petit Kaji, però, va créixer sense conèixer la seva mare per voluntat de la mateixa Misato, no sentint-se capaç de fer-li de mare.

## Psicologia

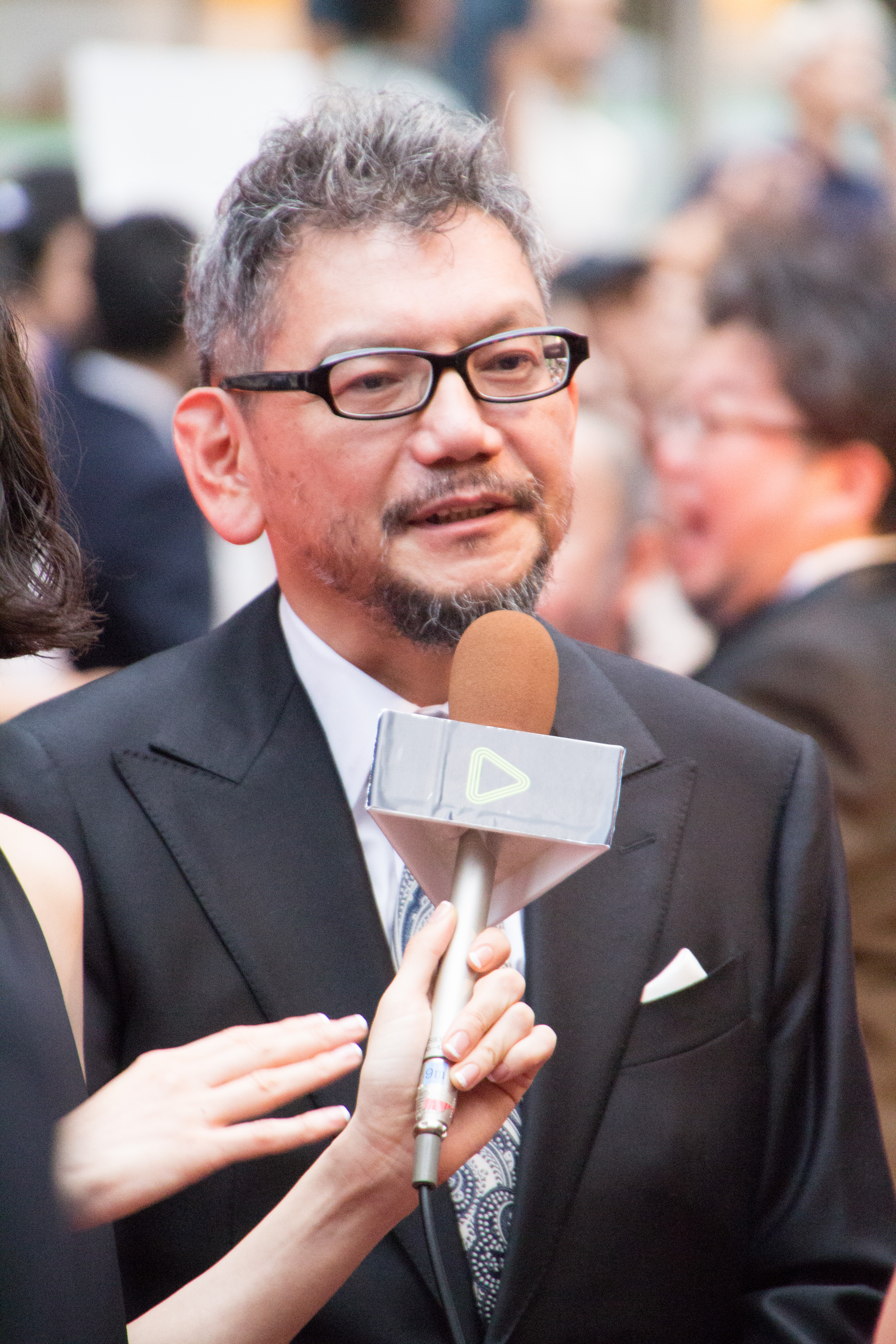
«[Misato és] una dona que fuig de les responsabilitats i que viu la vida tan lleugerament que amb prou feines permet la possibilitat del contacte humà. [Tant ella com en Shinji] tenen molta por de ser ferits, i tots dos són inadequats (que no tenen una actitud positiva) per ser anomenats herois "
- Any Hideaki

Igual que altres personatges d' Evangelion, Misato té un passat difícil, una relació complicada amb pares separats, dificultats de relació i trauma emocional. Els patiments i els turments de la dona tenen les seves arrels en la relació amb el pare; el doctor Katsuragi va descuidar les necessitats de la seva dona i les de la seva filla, però es va sacrificar per salvar-li la vida. La desaparició de la figura paterna li va provocar un trauma psíquic, que la va portar a perdre el do de la paraula durant uns anys i a actuar d'una manera poc saludable envers els altres homes. Mentre intenta no viure a l'ombra dels seus pares, Misato es troba seguint els seus passos; un cop superada l'afàsia, la dona entra al Nerv intentant destruir els àngels, acusats de ser els assassins del seu pare, per poder venjar-se i alliberar-se del que ella mateixa defineix com a «maledicció». L'actitud de Misato s'ha atribuït a un complex d'Elettra; busca inconscientment el seu pare en la figura de Kaji, en un acte compensatori destinat a omplir el buit generat per la desaparició del progenitor. Després de dos anys de relació, observant els motius inconscients de les seves actituds i intimidada per la similitud entre els dos homes, la dona decideix deixar el seu xicot amb una excusa.
En el vint-i-cinquè episodi hi ha un llarg monòleg intern del personatge, durant el qual resurten tots els seus conflictes interns i records reprimits del seu passat. Durant la seva infància va intentar ser, segons les seves pròpies paraules, una «bona noia" i ajudar a la seva mare, que també va ser descuidada pel seu pare, però un cop es va convertir en adulta va sentir una sensació de fàstic pel seu comportament. servil. Tot això la va portar a voler «embrutar-se» a través de l'estreta relació sexual amb Kaji, l'única persona a la qual sembla mostrar-se genuïnament. Tot i rebutjar el Projecte de Complementació Humana, a través de la qual les ànimes de tots els éssers humans s'unirien en un únic ésser complet en si mateix, en el fons anhela la «pau», buscant refugi en la figura de Kaji. De fet, la seva professionalitat i aparença juganera delata una personalitat turmentada en constant conflicte, i també la seva contínua recerca d'alleujament a través de la gratificació eròtica augmenta la insatisfacció que té cap a ella mateixa.
La seva relació amb Shinji, en canvi, s'ha comparat amb la d'una mare i el seu fill, una germana gran i un germà petit, un adult i un nen, un superior i un subordinat i entre dos amants. Tal com subratlla Kazuya Tsurumaki, assistent de direcció d'Evangelion, en els primers episodis els dos discuteixen mantenint una actitud «desvinculada» i lacònica, sense mirar-se; Misato en els primers episodis de la sèrie parla amb Shinji sense entrar a la seva habitació, com si "els dos estiguessin mirant per una porta que s'acabava d'obrir, desconnectada". Yūichirō Oguro, comissari d'alguns continguts de les edicions de videos de la sèrie, s'ha adonat en canvi com a Eva els personatges tendeixen a no mirar-se als ulls en els primers episodis, inclosos Misato i Ritsuko, mentre que Shinji i Misato al segon episodi tenen diverses vegades un contacte visual directe.
Shinji Higuchi, un membre del personal de la sèrie, va descriure la relació entre Shinji i Misato com «una relació temporal que podria desaparèixer en qualsevol moment». En una entrevista, Hideaki Anno va afirmar que no està segur de si en Kaji és o no la persona que més estima la Misato; Segons ell, Misato no podia estar contenta de quedar-se amb Kaji i "podria enamorar-se d'en Shinji". En una escena de l'episodi vint-i-tres, la dona entra a l'habitació d'en Shinji després de la mort de Rei Ayanami, la seva companya de classe. Misato intenta tocar-li la mà i consolar-lo, però ell esquiva el seu contacte; segons el filmbook de la sèrie, de fet, podria estar a punt d'oferir-li el seu cos per consolar-lo i enganyar la seva solitud. Segons un llibret oficial de la pel·lícula The End of Evangelion, també va ser en molts aspectes la primera dona de Shinji. A la pel·lícula The End of Evangelion els dos companys de pis s'acomiaden per última vegada, i Misato fa un petó al jove als llavis, donant-li el seu penjoll en forma de creu. Oguro va assenyalar com en el penúltim episodi de la sèrie Misato es posa al descobert i es revelen les raons del seu comportament animat i ple d'acció, mentre que a The End torna a ser el focus de l'episodi, però morint intentant salvar Shinji i amb un representació oposada a la del clàssic final de sèrie. Per a l'Oguro, com per a l'Anno, Misato seria una dona acostumada a viure les relacions interpersonals amb superficialitat, però segons Oguro al final probablement hauria intentat per primera vegada «implicar-se amb els altres».

## Referències i interpretacions culturals

La Misato porta un penjoll en forma de creu grega al coll

## Acollida

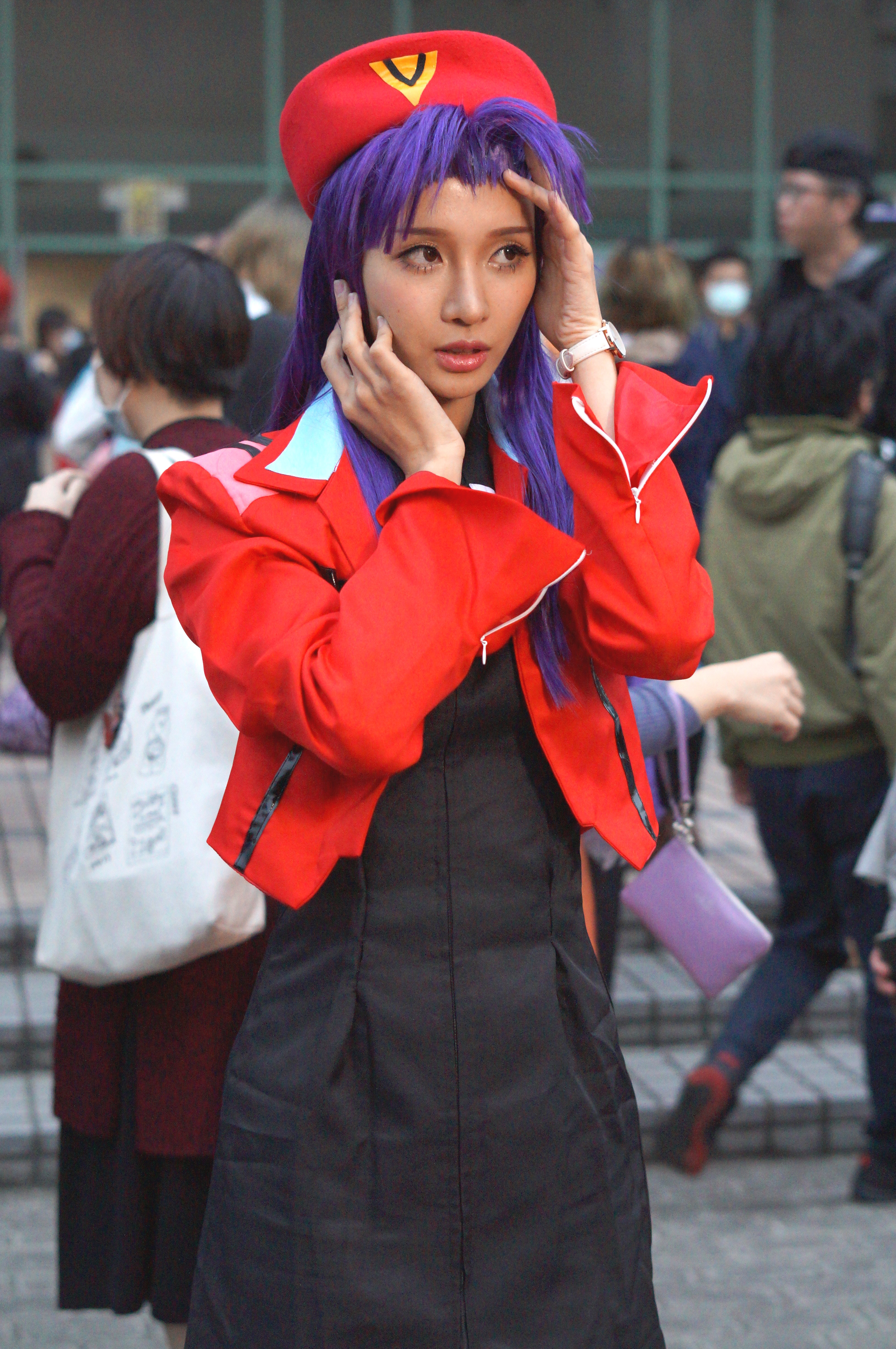
Una cosplayer de Misato